# 哈里斯赫普尔
哈里斯赫普尔（Harishpur），是印度西孟加拉邦Barddhaman县的一个城镇。总人口8401（2001年）。

## 人口
该地2001年总人口8401人，其中男性4606人，女性3795人；0—6岁人口1129人，其中男594人，女535人；识字率56.59%，其中男性为65.72%，女性为45.51%。